# Emmanuel-Joseph Sieyès
Emmanuel-Joseph Sieyès (født 3. maj 1748, død 20. juni 1836) var en fransk abbed og statsmand. Han var en af hovedmændene både i den tidlige  og den sidste fase af den Franske Revolution.
Han blev født i Fréjus og blev uddannet på seminariet St Sulpice i Paris til den gejstlige stand og blev kanonikus i Tregnier 1775, udnævntes til medlem af den franske gejstligheds Chambre supérieure 1787 og deltog i Provinsialforsamlingen i Orléans 1788, hvor han viste sig meget reformivrig. 1788—89 inden Generalstændernes samling skrev han sine betydningsfulde brochurer Essai sur les priviléges og Qu’est-ce que le tiers état? ("Hvad er tredjestand?") (januar 1789), hvori han heftigt angreb adelen og hævdede tredjestandens altovervældende betydning, og som bidrog stærkt til, at tredjestand blev dobbelt repræsenteret. På kort tid var brochuren solgt i over 30.000 eksemplarer. 
Efter at have bosat sig i Paris blev Sieyès valgt, ikke af gejstligheden, men af tredjestand til Generalstænderne 19. maj 1789. Her viste Sieyès sin kløgt i skarpsindige bemærkninger, men som egentlig taler var han ikke fremragende. 15. juni foreslog Sieyès, at tredjestands repræsentanter skulle erklære sig for den franske nations anerkendte repræsentanter; dagen efter blev på Legrands forslag navnet Nationalforsamling antaget. Sieyès redigerede eden i boldhuset 20. juni, og efter den kongelige seance 23. juni fastslog han forsamlingens suverænitet ved at udtale: "Mine Herrer, vi er i dag, hvad vi var i går, lad os overveje sagen". 
Sieyès bidrog til dannelsen af den bretonske klub, hvoraf senere jakobinerklubben udgik. Som medlem af Forfatningskommissionen udgav han Préliminaires de la Constitution, reconnaissance et exposition roisohnée des droits de l’homme ei des citoyens (juli 1789). Det var en forløber for menneskerettighedernes erklæring.
Han stod også som en ivrig forkæmper for Frankrigs deling i departementer; han tørnede sammen med pressen, hvis tøjlesløshed han ønskede begrænset. Redaktør Marat rådede da også til at have et vågent øje med Sieyès.
Sin fremskudte plads beholdt Sieyès ikke længe; hans forslag angående kirkeordningen blev forbigåede. Desuden holdt han sig også tilbage ved flere lejligheder, fx da han afslog tilbuddet om at blive konstitutionel biskop i Paris. Under den lovgivende forsamling levede Sieyès stille på landet, til han blev valgt i Konventet.
Som medlem af dette stemte han for kongens død. Dog spillede han heller ikke i konventstiden nogen større rolle, men holdt sig uden for stridighederne mellem partierne, og under rædselsperioden levede han meget tilbagetrukket og talte kun for at nedlægge sin gejstlige værdighed. 
Efter Robespierres fald blev Sieyès af thermidorianerne valgt til Velfærdsudvalget 3. marts 1795, men han afholdt sig helt fra at arbejde med på forfatningen af år III og drog med Jean-François Rewbell til Holland. Til de 500's råd lod han sig vælge, derimod ville han ikke ind med i Direktoriet. Imidlertid begik en fanatiker abbed Poullet attentat på Sieyès, men sårede ham blot i håndleddet. Sieyès begunstigede som alle kongemorderne statskuppet af 18. Fructidor (4. september) 1797, men 1798 var han i Berlin som gesandt. 1799 vendte han hjem, og da nu Rewbell var trådt fra som direktør  ved lodtrækning, blev Sieyès direktør, men var klar på forfatningens umulighed og forbandt sig med Talleyrand og Fouché. 
Han indså, at forfatningen kun kunne ændres ved hæren og ved et statskup. Efter statskuppet 18. og 19. brumaire (9. og 10. november) 1799 blev Sieyès sammen med Roger Ducos og Napoleon Bonaparte republikkens tre konsuler. 
Sieyès havde håbet på at skabe en forfatning, og gøre Frankrig lykkeligt, men Bonaparte skubbede ham snart til side og ordnede selv alt, mens Sieyès fik statsdomænen Crosne som statsbelønning og til sidst blev greve (1809). I de 100 dage var Sieyès medlem af Pair-kammeret. Ludvig 18. af Frankrig forviste ham som kongemorder, og Sieyès levede i Bruxelles til 1830; efter sin hjemkomst hædredes han med at optages som medlem af det franske akademi.